# Lae Saga
Lae Saga is een bestuurslaag in het regentschap Subulussalam van de provincie Atjeh, Indonesië. Lae Saga telt 699 inwoners (volkstelling 2010).